# 近江八幡野球クラブ
近江八幡野球クラブ（おうみはちまんやきゅうクラブ）は、滋賀県近江八幡市に本拠地を置き、日本野球連盟に加盟していた社会人野球のクラブチームである。滋賀県の湖東地区（近江八幡市、彦根市、東近江市）を中心に活動していた。2018年から活動を休止し、2019年1月に解散した。
滋賀県内では、全大津野球団、瀬田クラブに次いで古い市民クラブである。スポンサーや後援会等がないため、クラブの活動費用は選手自身からの一定の出資によってまかなわれている。

## 概要
前身は「オール八幡新生クラブ」で、1979年と1980年に滋賀県民体育大会・軟式野球（準硬式）にて2連覇を達成している。
1981年、硬式野球に衣替えし、社会人野球のクラブチームとして『近江八幡野球クラブ』を結成。
1985年、全日本クラブ野球選手権大会に初出場する。
2012年、同クラブで活動していた選手たちが中心となり中学生の硬式野球クラブ「湖東リトルシニア」を立ち上げ、同クラブ所属の元プロ野球選手の村西哲幸が監督に就任した。現在も、部員たちがコーチにあたるなど関係が続いている。
2018年1月、活動休止が発表された。
2019年1月、解散が発表された。

## 沿革
- 1981年 - 社会人野球のクラブチーム『近江八幡野球クラブ』として結成。
- 1984年 - JABAびわこ杯争奪社会人クラブ野球大会で優勝。
- 1985年 - クラブ野球選手権に初出場。
- 2009年 - 本格的な活動再開。公式サイト設立。
- 2011年 - 創部30周年を記念して、OB交流戦を開催。
- 2018年 - 活動休止。
- 2019年 - 解散。

## 主要大会の出場歴・最高成績
- 全日本クラブ野球選手権大会 - 出場1回（1985年）
- JABAびわこ杯争奪社会人クラブ野球大会 - 優勝1回（1984年）

## 元プロ野球選手の競技者登録
- 村西哲幸（元：横浜ベイスターズ）  - 投手